# Naissance en 1398
Naissance
- 1394
- 1395
- 1396
- 1397
- 1398
- 1399
- 1400
- 1401
- 1402

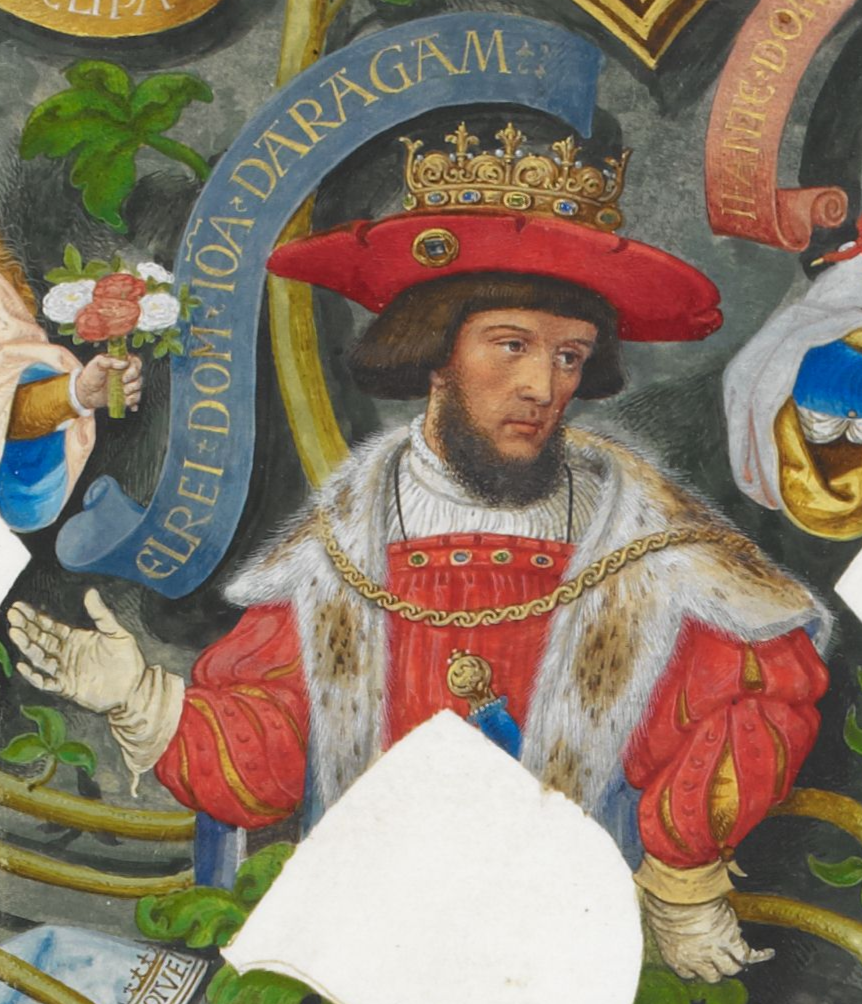
Jean II d'Aragon, né en 1398.

Cette page dresse une liste de personnalités nées au cours de l'année 1398  :
- 29 juin : Jean II d'Aragon, roi de Navarre, roi d'Aragon, de Valence, de Majorque, de Sardaigne et de Sicile (sous le nom de Jean Ier), comte de Barcelone, de Besalú, de Pallars Jussà, d'Urgell, de Cerdagne et de  Roussillon.
- 19 août : Íñigo López de Mendoza  y de la Vega, marquis de Santillan, poète espagnol.
- 31 août : Jean de France, ou Jean de Touraine, duc de Touraine.

- Alfonso Martínez de Toledo, plus connu en tant qu'Archiprêtre de Talavera, chapelain du roi Jean II, prébendier de la cathédrale de Tolède et homme de lettres espagnol.
- Giuliano Cesarini, cardinal italien.
- Marie d'Harcourt, comtesse d'Aumale et baronne d'Elbeuf.
- Shō Kinpuku, 5e souverain du royaume de Ryūkyū.
- Pierre de Longueil, évêque d'Auxerre.
- François de Surienne, dit l’Aragonais, artilleur et un ingénieur français, seigneur de Pisy, seigneur de Châteaugirard, seigneur de Loigny (Lunée), bailli de Chartres, bailli de Saint Pierre du Moustier, capitaine de Montargis, capitaine de Saint-Germain-en-Laye, gouverneur du Mans, constable de château de Portchester, gouverneur de la basse Normandie pour le roi d'Angleterre, chevalier de la Jarretière, conseiller du roi d'Angleterre, conseiller et chambellan du duc de Bourgogne, et grand-maître de l'artillerie ducal.
- Carlo Marsuppini, humaniste et homme d'État italien.
- Ashikaga Mochiuji, quatrième Kantō kubō de Kamakura-fu durant l'époque Sengoku.
- François Philelphe, lettré italien des débuts de la Renaissance.
- Luca Pitti, riche banquier florentin.

date incertaine (vers 1398)
- Amico Agnifili, dit le cardinal de l'Aquila, cardinal italien.

## Crédit d'auteurs
- Cet article est partiellement ou en totalité issu de l'article intitulé « 1398 » (voir la liste des auteurs).